# Monardela
Monardela (lat. Monardella) je rod cvjetnica s 39 vrsta jednogodišnjeg raslinja i trajnica iz porodice Lamiaceae. Rod je raširen po Sjevernoj Americi od sjeverozapadnog Meksika na jugu, do Britanske Kolumbije na sjeveru.

## Etimologija
Latinsko ime roda znači “mala monarda” (mala metvulja).

## Vrste
1. Monardella angustifolia Elvin, Ertter & Mansfield
2. Monardella arizonica Epling
3. Monardella australis Abrams
4. Monardella beneolens Shevock, Ertter & Jokerst
5. Monardella boydii A.C.Sanders & Elvin
6. Monardella breweri A.Gray
7. Monardella candicans Benth.
8. Monardella douglasii Benth.
9. Monardella eplingii Elvin, A.C.Sanders & J.L.Anderson
10. Monardella eremicola A.C.Sanders & Elvin
11. Monardella exilis (A.Gray) Greene
12. Monardella follettii (Jeps.) Jokerst
13. Monardella hypoleuca A.Gray
14. Monardella kruckebergii Elvin, R.B.Kelley & B.T.Drew
15. Monardella lagunensis M.E.Jones
16. Monardella leucocephala A.Gray
17. Monardella linoides A.Gray
18. Monardella macrantha A.Gray
19. Monardella mojavensis Elvin & A.C.Sanders
20. Monardella nana A.Gray
21. Monardella odoratissima Benth.
22. Monardella palmeri A.Gray
23. Monardella perplexans Elvin, R.B.Kelley & B.T.Drew
24. Monardella pringlei A.Gray
25. Monardella purpurea Howell
26. Monardella robinsonii Epling ex Munz
27. Monardella saxicola I.M.Johnst.
28. Monardella sheltonii Torr. ex Durand
29. Monardella sinuata Elvin & A.C.Sanders
30. Monardella siskiyouensis Hardham
31. Monardella stebbinsii Hardham & Bartel
32. Monardella stoneana Elvin & A.C.Sanders
33. Monardella subserrata Greene
34. Monardella thymifolia Greene
35. Monardella undulata Benth.
36. Monardella venosa (Torr.) A.C.Sanders & Elvin
37. Monardella viminea Greene
38. Monardella viridis Jeps.
39. Monardella walwaamaxsia Elvin, R.B.Kelley & B.T.Drew
40. Monardella ×subglabra (Hoover) Hardham

## Sinonimi
- Madronella Greene; Leafl. Bot. Obs. Crit. 1: 168 (1906)

## Vanjske poveznice
- The University and Jepson Herbaria